# Google (веб-претраживач)
Гугл претрага, позната и као Гугл веб-претрага или једноставно Гугл, веб-претраживач је ког је развио Гугл ЛЛЦ. Он је најкоришћенији претраживач веба на светској комуникационој мрежи на свим платформама, са тржишним уделом од 92,74 % у октобру 2018, вршећи више од 3,5 милијарди претрага сваки дан.
Редослед резултата претраге који Гугл враћа се, делом, заснива на систему приоритетног ранга који се зове „Пејџ ранк”. Гугл претрага пружа и различите опције за прилагођену претрагу користећи симболе за укључивање, искључивање, навођење или захтевање одређеног понашања при претрази и нуди специјализована интерактивна искуства, као што су статус лета и праћење пакета, временске прогнозе, конверзија валута, јединица и времена, дефиниције речи и друго.
Главни намена Гугл претраге је тражење текста у јавно доступним документима које нуде веб-сервери, за разлику од других података, као што су слике или подаци садржани у базама података. Првобитно су га развили Лари Пејџ и Сергеј Брин 1997. године. У јуну 2011. године, Гугл је представио „Гугл гласовну претрагу” како би тражио изговорене, уместо откуцаних речи. У мају 2012, Гугл је увео семантичку функцију претраге „Нолеџ граф” у САД.
Анализа учесталости појмова претраге може да указује на економске, друштвене и здравствене трендове. Подаци о учесталости употребе појмова претраге на Гуглу су отворено доступни путем Гугл трендова и показало се да су у узајамној вези са избијањима грипа и стопама незапослености, те да пружају информације брже од традиционалних метода извештавања и истраживања. Средином 2016. године, Гуглов претраживач почео је да се ослања на дубоке неуронске мреже.
Конкуренти Гугла су Баиду и Сосo у Кини, Нејвер и Даум у Јужној Кореји, Јандекс у Русији; Сезнам у Чешкој; Јаху у Јапану, Тајвану и САД, као и Бинг и Дак дак гоу. Неки мањи претраживачи нуде садржаје који нису доступни Гуглу, а не чувају никакве приватне информације или информације о праћењу.
Од јула 2018, Мајкрософт сајтс је обрадио 24,2 % свих упита претраге у Сједињеним Америчким Државама. У истом временском периоду, Оут (раније познат као Јаху) имао је тржишни удео претраге од 11,5 одсто. Тржишни лидер, Гугл, генерисао је 63,2 % свих кључних упита претраге у САД.

## Историјат
Лари Пејџ и Сергеј Брин, некадашњи студенти основних студија у области рачунарства на Станфорду, одлучили су дана 4. септембра 1997. да промене назив свог претраживача. Одлучују се за термин Гугл, игру речима на „googol”, на енглеском језику означава математички термин за број који се састоји од броја један, после кога следи 100 нула.
Постављање дудл логотипа на почетну страницу почело је 30. августа 1998. када су двојица оснивача, Лари и Сергеј, инкорпорирали легендарну слику запаљеног човека у Гугл логотип пре него што су кренули у Неваду на фестивал Burning Man.
Већ у мају 2000. Гугл претраживач је покренут, поред енглеског, на још десет језика: француском, немачком, италијанском, шведском, финском, шпанском, португалском, холандском, норвешком и данском. За веома кратко време, исте године постаје највећи индекс веб претраге на свету.
Гугл претраживач наставља да расте, повећава број доступних језика. Уводе се разне апликације, као што су Гугл Тулбар и Гуглову претрагу слика. За мање од две године, већ крајем 2001, Гугл веб индекс се повећао чак 3 пута, достигавши цифру од 3 милијарде веб докумената. У фебруару 2004. тај број се повећава до 6 милијарди, укључујући 4,28 милијарди веб страница и 880 милиона слика, да би у новембру исте године достигао осам милијарди.
У међувремену покрећу се разне услуге, попут Гугл вести, која пружа корисницима најактуелније чланке, Фругл, данас Product Search, услугу објективне претраге производа који се продају путем Интернета, као и веома популарне Џимејл и Гугл преводилац, бесплатну веб-пошту и интернет преводилац, као и претрагу путем мобилних телефона. До краја 2005. године следи низ нових услуга које пружа Гуглова компанија претраживачу Гугл академик, Гугл десктоп претрагу, претрагу књига, видеа и унапређену претрагу слика и претечу данашњег ајГугла.
До године 2008. Гугл претраживач је убедљиво најтраженији претраживач, а велики број корисника привлаче и разна такмичења, гласања, али и нови производи, најзначајнији је прегледач Гугл Хром. Популарности су допринели и прераге сајтова, блогова и друштвених мрежа, али и персонализоване опције претраге. Гугл продавница је настала 2010. године, и показала се као веома успешна, а у јуну 2011. долази до значајног унапређења увођењем гласовне претраге и претраге према слици.

## Начин рада
Претрага почиње када корисник претражује, односно шаље упит. Истовремено се одређује локација корисника, као и бележи се историја његовог претраживања ако се улоговао у свој Гугл налог пре него што је послао упит. Потом се упит упоређује са индексом. Веб сервер шаље упит серверу индекса. Садржај у серверу индекса је налик на индексу појмова на крају књиге. Приказују се све странице које садрже кључне речи. Упит путује до сервера са документима и враћају се документи који се подударају са упитом. Након тога долази до најважнијег дела када се документи сортирају, односно рангирају. Документи се приказују као резултати претраживања и прилагођавају се локацији и историји претраживања. Резултат претраживања приказује се у делићу секунде, то јест, сав овај процес се одиграва невероватном брзином.
Гуглова метода ранговања страница има способност да разликује важније странице од мање важних чак и када се у свима њима исти број пута појављују задати појмови. За одлучивање о значају сваке странице, Гугл користи информације о линковању међу њима, односно начин на који линкују једне на друге. На пример, аутор странице МАЧКА на своју страницу постави линк који води на страницу МИШ. Ово Гугл узима као ознаку да аутор странице МАЧКА сматра да страница МИШ има неку вредност. На читавом вебу, на страницу МИШ може линковати велики број других страница и ти линкови служе за одлучивање о њеној свеукупној вредности или значају. За дату страницу, PageRank је мера њеног релативног значаја на вебу и он се израчунава на бази информација о линковању.
Три главне идеје стоје иза дефинисања значаја и израчунавања PageRank-a:
1. Три највећа интернет претраживача данасЗначај странице треба да се успостави на основу њене популарности међу ауторима свих других веб страница. Другим речима, ако на страницу МИШ води много страница, онда је та страница највероватније најважнија.
2. Странице које су линковане са најзначајнијих веб страница највероватније и саме имају посебан значај. На горњем примеру, ако је страница МИШ релативно популарна, а на њој стоји линк СИР, тај линк је од значаја.
3. Странице које имају линкове на више подстраница имају мање утицаја на значај сваке линковане странице појединачно. Другим речима,

линк који води на страницу СИР и налази се на страници МИШ, има мање значаја ако МИШ има много подстраница и много других линкова.
На основу ових схватања Гуглови оснивачи су развили метод за израчунавање значаја (PageRank) сваке странице на вебу.

## Опције претраге
На веб страници Центра за помоћ Гугла има текст који описује велики број различитих опција за претрагу. Наиме, они предлажу разне савете, трикове и уопште могућности које су у оквиру Гугл претраживача. Испод је дата листа неколико најкориснијих опција претраге.
- Занемарите правилно писање — Гуглов програм за проверу правилног писања аутоматски исправља реч према најчешћем писању дате речи, без обзира на то да ли је правилно написана или не. На пример, иако се претражује тикипедија, биће приказани резултати за реч википедија. Наравно, ту постоји и могућност претраживања првобитне речи.
- Претраживање преко тачне фразе — Понекад је врло корисно претраживати кључне речи уз помоћ знака навода. Скуп речи под знацима навода претражује речи управо тим редоследом и због тога може да изузме релевантне резултате. На пример, ако претражите термин „Александар Бел”, претрага ће можда изоставити странице које се односе на Александра Г. Бела.
- Равноправост између великих и малих слова — Претрага не разликује велика и мала слова. Ако се унесе упит за претрагу њујорк тајмс, добију се исти резултати као када се унесе Њујорк Тајмс.
- Претраживање у оквиру одређеног сајта — Испред упита се унесе site: ако знате да се одговор налази на одређеном сајту или врсти сајта (.org, .edu). На пример: site: edu или site: nytimes.com. Међутим, врло је важно не правити размак између (не site: nytimes.com).
- Претраживање према типу датотеке — Гугл претраживач омогућује претрагу само одређених типова датотека, као што су PDF, PPT или XLS. Употреба је врло једноставна, потребно је додати filetype: и скраћеницу за тип датотеке од три слова.
- Претраживање нумеричког опсега — За претрагу бројева у опсегу користи се „..”. На пример, ако тражите телевизор Сони између 300 и 500 долара, у претрагу се упише „Sony TV $300..$500”, док за, рецимо, аутомобиле са преко 300 коњских снага, као упит за претрагу унесите „аутомобили 300.. коњских снага”.
- Конверзија бројева — Гугл претраживач омогућује конверзију било које јединице, на пример, миља у километре или унце у литре, тако што се унесе број и јединица мере.
- Временске зоне — Да бисте сазнали тачно време било где у свету, унесите time и град или земљу.
- Временска прогноза — Унесите weather и иза тога наведите име било ког града у свету да бисте сазнали актуелне временске прилике и временску прогнозу. Унесите само weather да бисте сазнали временске прилике за вашу тренутну локацију.
- Математичке операције — Унесете ли било коју математичку једначину у оквир за претрагу, једним кликом биће израчуната. (Претражите „100*3.14-cos(83)=”)
- Куповина и упоређивање — Користите везу „Куповина” у табли на левој страни странице резултата да бисте куповали производе и упоређивали цене широм Веба.
- Локално време изласка/заласка сунца — Да би се видело тачно време изласка и заласка сунца у градовима широм света, као упит за претрагу потребно је унети sunrise или sunset и након тога наведите име града.
- Читање јавно доступних књига — Бесплатно читање целих текстова, јавно доступних дела као што је Моби Дик тако што се изабере опција „књиге” са леве стране резултата претраге.
- Слични термини помоћу „~” — Резултате који садрже синониме кључних речи се добијају тако што се непосредно испред термина за претрагу унесе знак „~”. Претрага Божићних ~рецепата за дезерт ће приказати резултате за дезерте заједно са резултатима за бомбоне, колаче и остале посластице.

## Галерија
- Нетипичан изглед претраживача након унете кључне речи